# مصطفى وهبة
مصطفى وهبة كان اقتصاديًا سعوديًا ذو أصل مصري، شغل منصب نائب وزير المالية من عام 1960 إلى عام 1962. بالإضافة إلى ذلك، كان الأمين العام الأول والطويل الأمد للحزب الشيوعي في المملكة العربية السعودية بين عامي 1975 و1991.

## السيرة
وُلِد مصطفى وهبة في الكويت، وكان والده حافظ وهبة الذي كان أحد مستشاري الملك عبد العزيز آل سعود وكان سفير السعودية في المملكة المتحدة.  وكانت والدته امرأة كويتية، اسمها شيخة بنت حسين ال مسعود.  وكان لديه أختان شقيقتان.  وكان عبد الله الطريقي الذي أصبح وزيرًا للنفط السعودي في عام 1960 أحد أصدقاء طفولة مصطفى وهبة، وقد التقيا لأول مرة في الكويت. 
بدأ مصطفى وهبة تعليمه في مصر وتلقى تعليمه في كلية فيكتوريا بالإسكندرية.  حصل على درجة البكالوريوس في الاقتصاد من جامعة كامبريدج . بعد تخرجه بدأ العمل في السفارة السعودية في لندن حيث كان والده سفيرًا للسعودية، ثم عمل في وزارة الخارجية في جدة. بعد ذلك، تم توظيفه في شركة أرامكو في أواخر الخمسينيات  وشغل منصب نائب المدير العام لشؤون البترول والمعادن في المنطقة الشرقية.  ومع ذلك، تم فصله قريبًا بسبب أفكاره التقدمية.
كان مصطفى وهبة أحد أنصار الإصلاحيين من أفراد العائلة المالكة والشخصيات السياسية، ومنهم الأمير طلال وعبد الله الطريقي.  وفي عام 1960، عين الملك سعود مصطفى وهبة نائبًا لوزير المالية ، مما جعله مساعدًا للأمير طلال وزير المالية.  كما ضم مجلس الوزراء إصلاحيين آخرين، ومنهم عبد الله الطريقي.  وأُقيل وهبة من منصبه في عام 1962 عندما تولى ولي العهد الأمير فيصل رئاسة الوزراء مرة أخرى.  ثم تعامل وهبة مع أعمال الاستشارات وبقي في المملكة العربية السعودية حتى عام 1968 عندما أمره الملك فيصل بمغادرة البلاد.  وجرد الملك وهبة وعائلته من جنسيتهم السعودية.
ذهب وهبة إلى الاتحاد السوفيتي ، ثم إلى سوريا حيث استقر هناك.  بعد ذلك ذهب إلى الكويت حيث ساهم في تأسيس الحزب الشيوعي في المملكة العربية السعودية.  أصبح أول أمين عام للحزب تحت الاسم المستعار مهدي حبيب.  احتفظ بهذا اللقب من عام 1975 إلى عام 1991 عندما تم حل الحزب.  كان يعيش في عمان، الأردن، في بداية العقد الأول من القرن الحادي والعشرين.
تزوج من امرأة نمساوية من جراتس وأنجب منها ابنتين.  ثم تزوج فيما بعد من امرأة أردنية.